# K (anime)
K (también conocida como K Project) es una serie de anime japonesa producida por los estudios GoHands  y Shingo Suzuki, el director, quien también se desempeña como el diseñador de los personajes. Comenzó a transmitirse por las cadenas MBS, TBS y CBC en Japón el 4 de octubre de 2012 y en el sitio web de videos VizAnime. El anime ha sido licenciado por VIZ Media en América del Norte y por Madman Entertainment en Australia.
Una precuela en manga llamado K: Memory of Red, elaborado por Yui Kuroe fue serializado en la revista mensual Arias de la editorial Kōdansha desde el 28 de mayo de 2012 hasta el 26 de julio del 2013; mientras que otro manga precuela, K: Stray Dog Story, empezó a correr en la revista bimestral Good! Afternoon de la misma Kōdansha desde noviembre de 2012 hasta marzo del 2013 compilado en un tankobon. Un tercer manga llamado K: Day of Blue fue serializado también en Arias del 28 de noviembre de 2013 hasta el 28 de julio de 2014, siendo un spinoff mostrando el día a día del clan azul.
El cuarto manga fue K: The First, serializado entre diciembre del 2013 y marzo de 2015 en GFantasy. Un spinoff llamado Gakuen K comenzó a serializarse el 18 de enero del 2014 en Monthly G Fantasy, y un quinto manga K: Lost Small World el 13 de junio de 2014 en Hatsu Kiss.
Dos mangas más y otro spinoff fueron serializados: K: Countdown el 27 de diciembre de 2014 en ARIA, el cual se centra en lo sucedido después de Missing Kings; K: Missing Kings el 18 de marzo de 2015 por GFantasy, que es una adaptación de la película del anime; y K: Dog & Cat serializado por GFantasy desde el 18 de mayo de 2015.
Además, dos novelas ligeras, llamadas K: Side: Blue y Side K: Red, fueron publicadas en octubre y noviembre del mismo año.

## Argumento
Nos encontramos en el Japón actual, donde existen siete reyes de gran poder que batallan entre ellos.

## Sinopsis del mangaK: Memory of Red
El manga relata las historias que hay detrás de los miembros del clan HOMRA, así como la de Shouhei Akagi, la de Eric, un encuentro entre Yata y Saruhiko e historias varias.

## Sinopsis de la primera temporada
Diciembre del Japón actual: Siete reyes con gran poder combaten entre ellos.
El anime sitúa la historia cronológicamente una semana después del asesinato de Tatara Totsuka (justo después del final del manga K: Memory of Red) a manos del séptimo rey, el Rey Incoloro. Su supuesto asesino, Isana Yashiro, un estudiante de la ciudad se encuentra un día perseguido por HOMRA, quienes quieren matarle en venganza al asesinato de su compañero. Un tal Yatogami Kuroh lo salva en medio de la persecución. Sin embargo Kuroh conoce la historia del asesinato y tras haber salvado a Shiro, le dice que pretende matarlo como castigo. Pese a que todo apunta a que Shiro es el asesino, este intenta convencerle de que se equivoca y al final terminan conviviendo juntos por un tiempo mientras Kuroh se asegura de que Shiro es inocente. La historia gira en torno al protagonista Shiro, su aliada y strain Neko y su compañero temporal Kuroh, que se enfrentarán a HOMRA mientras ellos tres y el SCEPTER 4 intentan averiguar la verdadera identidad del séptimo rey, y mientras se sucederán encuentros entre los miembros de SCEPTER 4 y HOMRA y la lucha entre sus respectivos reyes.

## Sinopsis de la película
HOMRA se ha disuelto y ya solo quedan Yata, Kamamoto y Anna viviendo en el bar, pues Kusanagi y los demás se han marchado. Un día, Kuroh y Neko se encuentran con Anna y Kamamoto. En mitad del encuentro aparece un miembro del Clan Verde, Mishakuji Yukari, ex vasallo del antiguo séptimo rey y maestro de Kuroh y actualmente enemigo de este, en el que Anna es raptada por el Clan Verde y Kamamoto sale herido. Kuroh y Neko van tras Anna y Kamamoto vuelve herido al bar, le cuenta a Yata lo que ha pasado y este sale a buscar a Anna. Durante esta historia, Kuroh y Yata tendrán que hacer un acuerdo de paz para salvar a la niña de las manos del Quinto Rey, el Rey Verde, Hisui Nagare, y su vasallo Mishakuji Yukari.

## Sinopsis de la segunda temporada
Ya hace casi un año desde la muerte del Rey Rojo y el Rey Incoloro. SCEPTER 4 y HOMRA andan preocupados por la aparición súbita del Rey Verde y lo que anda tramando. Tras haber estado un año desaparecido, Shiro regresa para acabar la lucha que empezó y esta vez no huirá. Sin embargo, los planes de los tres clanes se torcerán cuando descubran lo que el Rey Verde planea hacer con las poderosas Pizarras Dresden.

## Personajes

### Personajes principales
Yashiro Isana (いさな やしろ Isana Yashiro?)
Seiyū: Daisuke Namikawa
Apodado Shiro (シロ) por sus compañeros, es el protagonista durante la primera temporada del anime. Supuestamente es un estudiante normal de 18 años que cursa secundaria en la isla escuela de Japón, hasta que de repente se encuentra siendo perseguido por HOMRA y por Kuroh, quienes creen que él es el asesino de Tatara Totsuka, miembro de HOMRA. Totsuka había hecho una grabación justo antes de su muerte, que mostraba claramente a Shiro como el culpable del asesinato, a pesar de que él no puede recordar la realización del asesinato en absoluto. Más tarde Kuroh le da la oportunidad de demostrar que es inocente y decide creerle, trata de desentrañar el misterio detrás de ese asesinato, y los extraños acontecimientos que la rodean en esta guerra psíquica entre los reyes. A pesar de dar la impresión de ser tonto y despreocupado, Shiro es realmente muy inteligente.
Kuroh Yatogami (やとがみ くろう Yatogami Kurō?)
Seiyū: Daisuke Ono
Apodado el Perro Negro ( 黒い犬  Kuroi inu) por HOMRA, Kuroh (クロ) por Shiro o Kurosuke ( クロスケ) por Neko, es un joven espadachín de 19 años muy hábil con la misión de dar caza al nuevo séptimo rey, el Rey Incoloro - quien cree que es Yashiro - en nombre de su difunto Rey y señor, Ichigen Miwa (antiguo séptimo rey). A pesar de su apariencia estricta y fría, le dio a Shiro la oportunidad de demostrar su inocencia. 
Neko (ねこ Neko?)
Seiyū: Mikako Komatsu
Neko es una chica de 16 años y una strain que existe como gato de Shiro. Tiene un carácter infantil. Tiene el poder de crear ilusiones, lo que le permite cambiar de forma,  volverse invisible, manipular el entorno e incluso modificar los recuerdos de la gente: Tiene la capacidad de la interferencia sensorial, con la que afecta a los sentidos de otros seres humanos para hacerlos percibir que su entorno ha cambiado. Está profundamente unida a Shiro y hace todo lo posible para mantenerlo a salvo. Ella se refiere a sí misma como "Shiro no Neko" (El Gato de Shiro).

### HOMRA
HOMRA, o el Clan Rojo, es el clan cuyo rey fue Suoh Mikoto. Está constituido solo por hombres, a excepción de Anna Kushina, la nueva reina roja y strain del clan. Se les define como el clan de la violencia. Según Kuroh, sus miembros están unidos por un vínculo mucho más fuerte que la sangre, un vínculo de lealtad y compañerismo. Yukari los llama despectivamente los sangre caliente. Su lema, no blood, no bone, no ash!, se refiere a todo lo que queda cuando hacen arder a sus rivales con su poder de fuego.
Mikoto Suoh (すおう みこと Suoh Mikoto?)
Seiyū: Kenjirō Tsuda
El Rey Rojo (赤の王, Aka no Ō) y el líder de Homra, el tercer rey. Estuvo detenido en custodia por el Scepter 4, porque esperaba que ellos fuera capaces de mantener sus poderes bajo control y evitar hacer daño tanto a él mismo como a sus seres queridos, pero escapa enfurecido tras recibir una llamada telefónica del asesino de Totsuka. Según Kuroh "tiene la sangre muy espesa" con los miembros de su clan. Es más inseguro con sus poderes de lo que parece. Mikoto conocía a Totsuka Tatara desde sus días de escuela secundaria y a Kusanagi desde jóvenes. Después de matar al Rey Incoloro permite que Munakata lo apuñale, pues sabía que había llegado su hora. Murió con 24 años a manos del Rey Azul.
Izumo Kusanagi (くさなぎ いずも Kusanagi Izumo?)
Seiyū: Takahiro Sakurai
Es el dueño del bar HOMRA y la mano derecha del rey rojo, 27 años. Se puede decir que es el cerebro de HOMRA. Conoció a Mikoto desde hace mucho tiempo y es uno de los pocos que se dirige a él por su nombre. Es amigo de Awashima, del Scepter 4, ya que se entienden mutuamente debido a que ocupan el puesto más cercano a sus reyes.
Misaki Yata (やた みさき Yata Misaki?)
Seiyū: Jun Fukuyama
Apodado “Yatagarasu”, es el capitán de la vanguardia y tercero al mando de HOMRA, tiene 20 años. Muy hábil en skateboard, habilidad que maneja como un arma. Tiene un carácter impaciente y violento, y es muy impulsivo y fácil de hacer enfadar. Es absolutamente leal a HOMRA, en especial a Mikoto, a quien le tiene un total respeto y admiración, por lo que mantiene un fuerte odio hacia el SCEPTER 4, el clan enemigo, y en especial a Saruhiko, su antiguo mejor amigo, quien le traicionó para unirse al SCEPTER 4. Por ello le llama "Saru" (mono), que es la abreviación de su primer nombre, Saruhiko. Fushimi siempre anda provocándole y de él le molesta que se muestra indiferente a su propia traición a HOMRA y por ello siempre que lucha contra él lo hace enfurecido y lleno de odio. Muy en el fondo, sigue apreciando a Fushimi como un amigo lejano, aunque no lo muestra prácticamente nunca y mucho menos delante de HOMRA. Sus encuentros siempre acaban en peleas. Pese a su odio mutuo ambos disfrutan cuando combaten entre ellos.
Anna Kushina (くしな あんな Kushina Anna?)
Seiyū: Yui Horie
Miembro más joven y la única mujer de HOMRA. Es una niña de 12 años y una strain al igual que Neko, y viste al estilo Gothic Lolita. Anna tiene la capacidad de la percepción con unas canicas de cristal rojo que usa, las cuales se forman a partir de su propia sangre. Con ellas puede determinar la intención de las personas y también puede localizarlas. Es huérfana debido a que sus padres sufrieron un accidente, desde entonces se reunió con Mikoto a través de su tía. Es el personaje-mascota de HOMRA y está vinculada sentimentalmente a Mikoto. En K: Missing King, hereda los poderes de Mikoto y pasa a ser la nueva Reina Roja.
Tatara Totsuka (とつか たたら Totsuka Tatara?)
Seiyū: Yūki Kaji
Uno de los primeros miembros junto con Mikoto y Kusanagi, antes tercero al mando de HOMRA. Tenía una personalidad tranquila y amable que atrae a la gente. Era el miembro más débil de HOMRA. Tenía hobbies como tocar la guitarra, cantar, cocinar y jugar a la brisca, pero destacaba por estar constantemente grabando vídeos y haciendo fotos ya que según él quería preservar esos recuerdos. A diferencia del resto de miembros de HOMRA y a excepción de Anna, que es una niña, Totsuka no sabía pelear. Fue asesinado por el Rey Incoloro en la noche del día 7 de diciembre y murió con 22 años.
Rikio Kamamoto (かまもと りきお Kamamoto Rikio?)
Compañero de Yata. 21 años. Destaca su habilidad de adelgazar sorprendentemente rápido en verano, cuando le crece el pelo y desaparece la barba. Hay dos capítulos en el manga dosde se puede observar esto, y en la película también se ve pues se encuentra con Kuroh y Neko en verano, y debido a su cambio de aspecto, estos no le reconocen.
Bandou
Apodado San-Chan por Shouhei, su mejor amigo de la infancia. Se muestra bastante molesto e irritado cuando Shouhei se inicia en HOMRA, ya que aunque era su mejor amigo le tenía envidia. Compañero de Shouhei.
Akagi Shouhei
Entró a HOMRA con el fin de conseguir poder para salvar a una chica de una banda traficante de drogas. Bandou es su amigo de la infancia y le ayuda cuando va solo a rescatar a la muchacha. Este acto los reconcilia. Es compañero de Bandou.
Chitose
Algo creído, pero buen compañero y atento con Anna. Acostumbra a liarse con mujeres, y tuvo un incidente con una letal asesina strain llamada María Yubikiri, pues se acostó borracho con ella y al día siguiente no recordaba nada, por lo que ella se enfadó y lo empezó a perseguir queriendo matarlo. Es compañero del tío del sombrero.
Dewa
Compañero de Chitose.
Fujishima
Sus compañeros destacan su costumbre de acoger a veces gatos y perros callejeros. Compañero de Eric.
Eric Sutr
Fujishima lo encuentra inconsciente en la calle y lo lleva al bar. Al principio no quiere saber nada de HOMRA, pero después de que todos sepan sobre su pasado, que fue criado como un perro por una de las bandas a las que HOMRA se enfrentó y destruyó y que le había sido encargado matar al Rey Rojo por ello, se une a HOMRA aceptando su ayuda. En el anime es poseído por el Rey Incoloro. Es compañero de Fujishima.

### SCEPTER 4
SCEPTER 4, o el Clan Azul, es el clan que tiene como rey a Reisi Munakata. Está constituido solo por hombres, a excepción de Seri Awashima, segunda al mando del clan. Se les define como el clan del orden.
Reisi Munakata (むなかた れいし Munakata Reisi?)
Seiyu: Tomokazu Sugita
El cuarto rey o Rey Azul, jefe de la unidad de tareas especiales Scepter 4, 25 años. Tiene un carácter serio y elegante. Se muestra preocupado por la seguridad de Mikoto Suoh aun siendo enemigos, sintiéndose frustrado ya que ve que este se muestra indiferente respecto al peligro que corre su propia vida.
Seri Awashima (あわしま せり Awashima Seri?)
Seiyū: Miyuki Sawashiro
Segunda al mando y único miembro femenino del Scepter 4, 23 años. Apodada también como "La Mujer de Hielo". Es cliente y amiga de Kusanagi. Awashima es muy leal a Munakata y se preocupa mucho por su seguridad. 
Saruhiko Fushimi (ふしみ さるひこ Fushimi Saruhiko?)
Seiyū: Mamoru Miyano
El tercero al mando de Scepter 4, 20 años. Tiene un carácter frío, apático y altivo, y en las peleas se muestra como un chico sin escrúpulos ni compasión. Fue miembro de HOMRA, clan al que traicionó al unirse al Scepter 4. Fue el compañero y mejor amigo de Yata desde la escuela media y ambos se unieron juntos a HOMRA. Tras ingresar en HOMRA Yata se distanció de él ya que siempre se iba con Mikoto. Fushimi, quien tenía más interés en Yata, traicionó a HOMRA con el fin de obtener el odio de Yata, así como más atención por parte de él. Fushimi utiliza el nombre "Misaki" como medio de burla hacia Yata, ya que él odia ser llamado por su primer nombre porque suena afeminado debido a su significado en japonés (hermosa flor), al igual cuando lo llama también "virgen" por su timidez hacia las chicas. Además, siempre que se encuentran se dedica a provocarlo debido a su carácter impulsivo. Cuando luchan entre ellos él se muestra calmado y frío, pero realmente le encanta tener toda la atención de Yata y por eso se enfurece tanto cuando los interrumpen en medio de un combate. Pese a su odio mutuo, ambos disfrutan cuando pelean entre ellos. Lucha con su espada, al igual que los miembros del Scepter 4, rodeada del aura azul de su clan, aunque tiene unos cuchillos para lanzar rodeados con el aura roja de HOMRA, y por ello dice haber dejado su antiguo clan para adquirir más poder. El hecho de poseer el poder de dos colores puede otorgarle ventaja en los combates.
Zenjo Gouki (ごうき ぜんじょう Gouki Zenjō?)
Aparece en la segunda temporada del anime. Fue el segundo al mando del anterior rey azul, y se encargó de acabar con su vida antes de que su Espada de Damocles cayera. Durante la lucha contra el Clan Verde, Munakata lo recluta en SCEPTER 4 por si su espada cayese y tuviera que hacer lo mismo.

### JUNGLE
Es el clan verde, liderado por el Quinto Rey. Aparece en la segunda temporada del anime. Su modo de reclutamiento de sus miembros es completamente diferente al del resto de clanes. Se organizan a través de internet con la apariencia de una simple página web accesible a todo el mundo. La web encarga misiones a los nuevos reclutas a cambio de Puntos Jungle, que ascienden a los miembros de categoría: desde la E, pasando por la L, la G, la N, la U, y hasta la J, categoría más alta a cuyos miembros les está permitido contactar personalmente con el Rey. Las categorías otorgan a los reclutas poderes temporales como el característico poder del Clan Verde de atravesar objetos.
Hisui Nagare (ながれ ひすい Nagare Hisui?)
Seiyu: Kazuyuki Okitsu
El Quinto Rey, el Rey Verde y líder de JUNGLE. Tiene 25 años. Realmente, su cuerpo es un desecho sin corazón que posee el poder más fuerte de todos los reyes, pero del que puede disponer durante un tiempo limitado, y cuando este se acaba, se vuelve inútil. Cuando dispone de su poder total, es el segundo Rey más poderoso, solamente ha sido derrotado por el Rey Oro.
Yukari Mishakuji (みしゃくじ ゆかり Mishakuji Yukari?)
Miembro de rango J y antaño discípulo del anterior Rey Incoloro, Ichigen Miwa, y excompañero de Kuroh. Un hombre de 30 años elegante y vanidoso, obsesionado con matar a Kuroh.
Gojou Sukuna (すくな ごじょう Sukuna Gojō?)
Miembro de rango J. Es un niño de 13 años, pero tremendamente poderoso, tanto que hasta Yukari duda de si es más poderoso que él mismo.
Iwahune Tenkei (てんけい いわふね Tenkei Iwahune?)
Auténtico cerebro de JUNGLE, hombre de 42 años y aspecto calmado y desinteresado. En realidad él es el Sexto Rey, el Rey Gris, exlíder de su disuelto clan, CATHEDRAL.
Douhan Hirasaka (どうはん ひらさか Hirasaka Douhan?)
28 años. Miembro de rango U. Mujer ninja que dispone, entre otras cosas, del poder característico de atravesar objetos. Aunque es miembro de JUNGLE, afirma no estar interesada en la pelea entre reyes, sino que simplemente es una profesional que se ha unido por dinero.

## Música
Openings
- "KINGS" por Angela.[6]
- "Asymmetry" por Yui Horie. (K: Return of Kings)

Endings
- "Tsumetai Heya, Hitori" (冷たい部屋、一人) por Mikako Komatsu (Episodios 1 al 5; 7 al 12).
- "Circle of Friends" por Yūki Kaji (Episodio 6).
- "To be With U!" por Angela. (Episodio 13).